# 岩崎康夫
岩崎 康夫（いわさき やすお、別表記: 岩﨑 康夫、1952年または1953年 - ）は、日本の地方公務員。埼玉県副知事、埼玉大学客員教授を歴任。勲等は瑞宝中綬章。

## 経歴
埼玉県庁入庁。都市整備部長、県土整備部長を務め2012年 (平成24年) 4月 副知事就任。2016年 4月 副知事再任。2017年3月 県企業局公営企業管理者の奥野立と県総務部長の飯島寛を後任に、塩川修とともに副知事退任。退任後に埼玉大学研究機構レジリエント社会研究センター客員教授、埼玉橋梁メンテナンス研究会顧問。一般財団法人さいたま住宅検査センター理事長。

## 栄典
- 2024年11月　令和6年秋の叙勲で瑞宝中綬章を受章[1]